# Гвоздев (Ровненская область)
Гвоздев (укр. Гвіздів) — село в Корецкой городской общине Ровненского района Ровненской области Украины.
До 2020 года входило в Корецкий район.
Население по переписи 2001 года составляло 1228 человек. Почтовый индекс — 34704. Телефонный код — 3651.